# Paul Birch (calciatore)
Paul Birch (West Bromwich, 20 novembre 1962 – Sutton Coldfield, 2 febbraio 2009) è stato un calciatore inglese, di ruolo centrocampista.

## Carriera

### Club
Birch ha iniziato la sua carriera nel settore giovanile dell'Aston Villa, prima di entrare a far parte stabilmente della prima squadra a partire dal campionato 1983-1984. Il debutto è arrivato il 29 agosto 1983, nella vittoria casalinga per uno a zero dei Villans sul Sunderland. Prima di esordire in campionato, però, ha giocato la finale di Supercoppa Europea, quando l'Aston Villa si è imposto sul Barcellona. Non è mai sceso in campo durante la cavalcata vincente del club inglese nella Coppa dei Campioni 1981-1982.
Durante il declino della squadra, è stato il punto cardine del centrocampo, in grado di giocare sia al centro che a destra, e attraverso le sue tenaci prestazioni è diventato un idolo del Villa Park. Ha fatto parte della rosa dell'Aston Villa che è retrocesso nel campionato 1986-1987, sotto la guida del tecnico Billy McNeill. Ha però aiutato il Villa a raggiungere la promozione l'anno successivo, dopo che l'allenatore del club è diventato Graham Taylor. È andato poi vicino, con la sua squadra, alla vittoria del campionato 1989-1990, vinto però dal Liverpool.
Quando Jozef Vengloš è diventato l'allenatore dell'Aston Villa, a partire dal campionato 1990-1991, Birch si è trovato fuori dalla formazione titolare e, a gennaio 1991, è stato ceduto ai Wolverhampton Wanderers, in cambio di quattrocentomila sterline. Ha così raggiunto il suo ex allenatore, Graham Taylor.
Birch è rimasto con i Wolves per cinque stagioni, in cui il club ha cercato il successo in Premier League, senza fortuna. Il trasferimento gli ha comunque garantito il posto da titolare.
A maggio 1996, il Wolverhamtpon lo ha rilasciato e Birch ha firmato per i Doncaster Rovers e, successivamente, per l'Exeter City. Ha terminato la carriera nel 2000, quando ha vestito la maglia dell'Halesowen Town.

### Dopo il ritiro
Dopo il ritiro, ha lavorato come postino. È poi entrato nello staff tecnico dei Forest Green Rovers, lavorando assieme al suo ex compagno di squadra Nigel Spink e rimanendo al club fino al licenziamento di Spink. Ha poi avuto un ruolo nelle giovanili del Birmingham City, club nel quale Spink è diventato allenatore dei portieri.
A maggio 2008, ha rivelato di essersi ammalato di tumore alle ossa. È morto il 2 febbraio 2009, al Good Hope Hospital di Sutton Coldfield.

## Palmarès

### Giocatore

#### Competizioni giovanili
- FA Youth Cup: 1

Aston Villa: 1979-1980

#### Competizioni nazionali
- Campionato inglese: 1

Aston Villa: 1980-1981
- Community Shield: 1

Aston Villa: 1981

#### Competizioni internazionali
- Coppa dei Campioni: 1

Aston Villa: 1981-1982
- Supercoppa UEFA: 1

Aston Villa: 1982